# Тетраоксид сурьмы
Тетраоксид сурьмы — бинарное неорганическое соединение металла сурьмы и кислорода с формулой Sb2O4, белые кристаллы, не растворимые в воде. Сурьма в соединении имеет смешанную валентность SbIIISbVO4.

## Получение
- В природе встречаются минерал Сервантит — оксид сурьмы  Sb2O4.

- Окисление оксида сурьмы(III):

{\displaystyle {\mathsf {2Sb_{2}O_{3}+O_{2}\ {\xrightarrow {410-450^{o}C}}\ 2Sb_{2}O_{4}}}}
- Разложение оксида сурьмы(V):

{\displaystyle {\mathsf {2Sb_{2}O_{5}\ {\xrightarrow {300-450^{o}C}}\ 2Sb_{2}O_{4}+O_{2}}}}
- Окисление сульфида сурьмы(III):

{\displaystyle {\mathsf {Sb_{2}S_{3}+5O_{2}\ {\xrightarrow {550-600^{o}C}}\ Sb_{2}O_{4}+3SO_{2}}}}

## Физические свойства
Тетраоксид сурьмы образует белые кристаллы, которые имеют две кристаллические модификации:
- α-Sb2O4, ромбическая сингония, пространственная группа P na21, параметры ячейки a = 0,5436 нм, b = 0,4810 нм, c = 1,176 нм, Z = 4.
- β-Sb2O4, моноклинная сингония, пространственная группа C 2/c, параметры ячейки a = 1,2060 нм, b = 0,4834 нм, c = 0,5383 нм, β = 104°.

Образует кристаллогидрат Sb2O4•H2O (кубическая сингония, пространственная группа F d3, параметры ячейки a = 1,026 нм, Z = 16)

## Химические свойства
- При нагревании медленно разлагается:

{\displaystyle {\mathsf {2Sb_{2}O_{4}\ {\xrightarrow {930^{o}C}}\ 2Sb_{2}O_{3}+O_{2}}}}
- Реагирует с горячими кислотами:

{\displaystyle {\mathsf {Sb_{2}O_{4}+9HCl\ {\xrightarrow {}}\ SbCl_{3}+H[SbCl_{6}]+4H_{2}O}}}
- Реагирует с щелочами:

{\displaystyle {\mathsf {Sb_{2}O_{4}+2NaOH\ {\xrightarrow {}}\ Na_{2}Sb_{2}O_{5}+H_{2}O}}}
- Молекулярный водород восстанавливает до металла:

{\displaystyle {\mathsf {Sb_{2}O_{4}+4H_{2}\ {\xrightarrow {530-580^{o}C}}\ 2Sb+4H_{2}O}}}